# Elis (альбом, 1972)
Elis — десятый студийный альбом бразильской певицы Элис Режины, выпущенный в 1972 году на лейбле Philips Records. На альбоме содержатся такие популярные песни исполнительницы как «Bala com Bala», «20 Anos Blue», «Casa no Campo» и «Atrás da Porta». Аранжировщиком альбома выступил Сезар Камаргу Мариану.
Несмотря на то, что было несколько анонсов о ремастеринге диска в 2012 и 2018 годах, только 17 марта 2021 года, в 76-годовщину певицы, Universal Music перевыпустила его в цифровом формате и ограниченным тиражом на CD и виниле.

## Отзывы критиков
Ричард Мортифильо из AllMusic дал положительную оценку альбому, заявив, что он является одним из лучших альбомов Режины. Он также отметил тот факт, что альбом не скатился в популярный диско-саунд, который слишком сильно омрачал бразильскую популярную музыку — MPB 70-х и 80-х годов.
В 2007 году он был включен журналом Rolling Stone в список ста лучших бразильских альбомов всех времён.

## Список композиций
| №  | Название               | Автор(ы)                         | Длительность |
| -- | ---------------------- | -------------------------------- | ------------ |
| 1. | «20 Anos Blue»         | Виктор Мартинс, Суэли Коста      | 3:11         |
| 2. | «Bala com Bala»        | Алдир Бланк, Жуан Боску          | 3:12         |
| 3. | «Nada Será como Antes» | Милтон Насименту, Роналду Бастос | 2:45         |
| 4. | «Mucuripe»             | Белкиор, Фагнер                  | 2:27         |
| 5. | «Olhos Abertos»        | Гуарабира, Зе Родрикс            | 2:37         |
| 6. | «Vida de Bailarina»    | Америко Сейшас, Доривал Силва    | 2:25         |

| №                   | Название            | Автор(ы)                               | Длительность |
| ------------------- | ------------------- | -------------------------------------- | ------------ |
| 7.                  | «Águas de Março»    | Антониу Карлос Жобин                   | 3:05         |
| 8.                  | «Atrás da Porta»    | Шику Буарки, Франсис Хими              | 2:48         |
| 9.                  | «Cais»              | Милтон Насименту, Роналду Бастос       | 3:17         |
| 10.                 | «Me Deixa Em Paz»   | Роналду Монтеиру, Иван Линс            | 2:10         |
| 11.                 | «Casa no Campo»     | Тавиту, Зе Родрикс                     | 2:45         |
| 12.                 | «Boa Noite Amor»    | Франсиску Маттосу, Жозе Мария де Арбеу | 2:23         |
| Общая длительность: | Общая длительность: | Общая длительность:                    | 32:05        |

| №   | Название  | Автор(ы)               | Длительность |
| --- | --------- | ---------------------- | ------------ |
| 13. | «Entrudo» | Карлос Лира, Руй Герра | 2:47         |